# Friedrich Zimpelmann
Friedrich Jakob Georg Zimpelmann (* 14. Januar 1894 in Wiesbaden; † 6. November 1965 in Bad Schwalbach) war ein deutscher Schornsteinfeger, kommissarischer Bürgermeister und Mitglied des Provinziallandtages der Provinz Hessen-Nassau und des Nassauischen Kommunallandtags.

## Leben
Friedrich Zimpelmann wurde als Sohn des Bezirksschornsteinfegermeisters Jacob Zimpelmann (1866–1947) und dessen Ehefrau Josephine Philippine Dreher (1864–1947) geboren.
Nach dem Besuch der Mittelschule in Wiesbaden ging er zu seinem Vater in die Lehre, besuchte die Baufachschule, die kaufmännische Fachhochschule und die Handelsschule in Wiesbaden und bestand 1911 die Gesellenprüfung mit Auszeichnung. Im Jahr darauf meldete er sich als Freiwilliger beim 23. Bayerischen Infanterieregiment. Er geriet Ende August 1914 in französische Kriegsgefangenschaft, aus der er im Oktober 1918 zurückkehrte. Nach der Meisterprüfung im Jahre 1919 bildete er sich im Bereich Heizungstechnik fort und arbeitete als Brandmeister. Von 1935 bis Oktober 1944 war er als Bezirksschornsteinfegermeister in Frankfurt/Main tätig. 
Während des Ruhrkampfes trat er als Antiseparatist und starker Gegner der Kommunisten auf und trat 1928 in die NSDAP ein, wo er sich als Gau- und Reichsredner betätigte. Im Untertaunuskreis war er in den Jahren von 1928 bis 1932 stellvertretender NSDAP-Kreisleiter.
1933 erhielt er ein Mandat für den letzten Nassauischen Kommunallandtag des preußischen Regierungsbezirks Wiesbaden bzw. für den Provinziallandtag der Provinz Hessen-Nassau.
Von Mai 1933 bis Februar 1934 und von Dezember 1944 bis März 1945 war er kommissarischer Bürgermeister in Idstein. 
Nach dem Krieg arbeitete er zunächst als unselbständiger Schornsteinfeger und übernahm später als Bezirksschornsteinfegermeister einen Kehrbezirk in Wiesbaden.

### Familie
Am 6. Juli 1935 heiratete er in Idstein Frieda Rothermel (* 1912, Tochter des Gutsverwalters Adam Rothermel, 1880–1956).